# Европско првенство у кошарци 1975.
Европско првенство у кошарци 1975. је деветнаесто регионално кошаркашко такмичење организован под покровитељством ФИБЕ. Такмичење одржано у Југославији од 7. јуна до 15. јуна. Градови домаћини били су Београд, Сплит, Карловац и Ријека. Учествовале су репрезентације Бугарске, Чехословачке, Грчке, Израела, Италије, Холандије, Пољске, Румуније, Совјетског Савеза, Шпаније, Турске и репрезентација Југославије.

## Турнир

### Прелиминарна рунда
Тимови су биле подељени у 3 групе по 4 екипа. Играло се по једноструком лига систему (свако са сваким једну утакмицу). За победу добијало се 2 поена, а за пораз 1 поен. Збир поена коришћен је за рангирање унутар група.

#### Група А
1. коло одиграно је 7. јуна:
|  | Италија     | 83 - 65 (36 - 39, 47 - 26)  | Турска    |  |
|  | Југославија | 102 - 76 (47 - 36, 55 - 40) | Холандија |  |

2. коло одиграно је 8. јуна:
|  | Холандија   | 64 - 69 (38 - 20, 26 - 49) | Италија |  |
|  | Југославија | 92 - 65 (47 - 36, 55 - 40) | Турска  |  |

3. коло одиграно је 9. јуна:
|  | Турска      | 71 - 64 (43 - 34, 28 - 30) | Холандија |  |
|  | Југославија | 83 - 69 (43 - 35, 40 - 34) | Италија   |  |

Табела групе А:
| Тим            | И | П | Г | КД  | КП  | Разлика | Бодови |
| -------------- | - | - | - | --- | --- | ------- | ------ |
| 1. Југославија | 3 | 3 | 0 | 277 | 210 | +67     | 6      |
| 2. Италија     | 3 | 2 | 1 | 221 | 212 | +9      | 5      |
| 3. Турска      | 3 | 1 | 2 | 201 | 239 | -38     | 4      |
| 4. Холандија   | 3 | 0 | 3 | 204 | 242 | -38     | 3      |

#### Група Б
1. коло одиграно је 7. јуна:
|  | Чехословачка    | 86 - 85 (40 - 29, 46 - 56) | Израел |  |
|  | Совјетски Савез | 79 - 72 (35 - 38, 44 - 34) | Пољска |  |

2. коло одиграно је 8. јуна:
|  | Совјетски Савез | 91 - 81 (51 - 32, 40 - 49) | Чехословачка |  |
|  | Израел          | 90 - 84 (50 - 42, 40 - 42) | Пољска       |  |

3. коло одиграно је 9. јуна:
|  | Совјетски Савез | 85 - 71 (47 - 37, 38 - 34) | Израел |  |
|  | Чехословачка    | 94 - 76 (46 - 28, 48 - 48) | Пољска |  |

Табела групе Б:
| Тим             | И | П | Г | КД  | КП  | Разлика | Бодови |
| --------------- | - | - | - | --- | --- | ------- | ------ |
| 1. СССР         | 3 | 3 | 0 | 255 | 224 | +31     | 6      |
| 2. Чехословачка | 3 | 2 | 1 | 261 | 252 | +9      | 5      |
| 3. Израел       | 3 | 1 | 2 | 246 | 255 | -9      | 4      |
| 4. Пољска       | 3 | 0 | 3 | 232 | 263 | -31     | 3      |

#### Група Ц
1. коло одиграно је 7. јуна:
|  | Грчка   | 61 - 71 (27 - 39, 34 - 32) | Румунија |  |
|  | Шпанија | 85 - 74 (35 - 40, 50 - 34) | Бугарска |  |

2. коло одиграно је 8. јуна:
|  | Бугарска | 81 - 71 (34 - 41, 47 - 30) | Грчка    |  |
|  | Шпанија  | 96 - 66 (45 - 30, 51 - 36) | Румунија |  |

3. коло одиграно је 9. јуна:
|  | Шпанија  | 89 - 63 (41 - 28, 48 - 35) | Грчка    |  |
|  | Румунија | 62 - 80 (28 - 33, 34 - 47) | Бугарска |  |

Табела групе Ц:
| Тим         | И | П | Г | КД  | КП  | Разлика | Бодови |
| ----------- | - | - | - | --- | --- | ------- | ------ |
| 1. Шпанија  | 3 | 3 | 0 | 270 | 203 | +67     | 6      |
| 2. Бугарска | 3 | 2 | 1 | 235 | 218 | +17     | 5      |
| 3. Румунија | 3 | 1 | 2 | 199 | 237 | -38     | 4      |
| 4. Грчка    | 3 | 0 | 3 | 195 | 241 | -46     | 3      |

### Група за пласман од 7. до 12. места
Учествовали су тимови који су заузели 3. и 4. место у групама прелиминарне рунде. Играло се по једноствуком лига систему (свако са сваким једну утакмицу). Међусобни сусрет тимова који су били у истој прелиминарној рунди се преносио. За победу добијало се 2 поена, а за пораз 1 поен. Збир поена коришћен је за рангирање унутар група. Коначан пласман у групи био је и пласман од 7. до 12. места.
1. коло одиграно је 11. јуна:
|  | Холандија | 80 - 81 (40 - 46, 40 - 35) | Израел   |  |
|  | Турска    | 86 - 77 (45 - 46, 41 - 31) | Румунија |  |

2. коло одиграно је 12. јуна:
|  | Грчка  | 79 - 74 (34 - 36, 45 - 38)  | Пољска |  |
|  | Турска | 77 - 101 (38 - 53, 39 - 48) | Израел |  |

3. коло одиграно је 13. јуна:
|  | Холандија | 66 - 65 (29 - 28, 37 - 37) | Грчка  |  |
|  | Румунија  | 81 - 82 (40 - 45, 41 - 37) | Пољска |  |

4. коло одиграно је 14. јуна:
|  | Румунија | 74 - 80 (39 - 44, 35 - 36) | Холандија |  |
|  | Израел   | 87 - 76 (50 - 41, 37 - 35) | Грчка     |  |
|  | Турска   | 71 - 90 (36 - 48, 35 - 42) | Пољска    |  |

5. коло одиграно је 15. јуна:
|  | Турска | 74 - 64 (37 - 31, 37 - 33)   | Грчка     |  |
|  | Пољска | 86 - 66 (42 - 29, 44 - 37)   | Холандија |  |
|  | Израел | 119 - 105 (61 - 40, 58 - 65) | Румунија  |  |

Табела:
| Тим          | И | П | Г | КД  | КП  | Разлика | Бодови |
| ------------ | - | - | - | --- | --- | ------- | ------ |
| 1. Израел    | 5 | 5 | 0 | 478 | 422 | +56     | 10     |
| 2. Пољска    | 5 | 3 | 2 | 416 | 387 | +29     | 8      |
| 3. Турска    | 5 | 3 | 2 | 379 | 396 | -17     | 8      |
| 4. Холандија | 5 | 2 | 3 | 356 | 377 | -21     | 7      |
| 5. Румунија  | 5 | 1 | 4 | 408 | 428 | -20     | 6      |
| 6. Грчка     | 5 | 1 | 4 | 345 | 372 | -27     | 6      |

### Финална група
Учествовали су тимови који су заузели 1. и 2. место у групама прелиминарне рунде. Играло се по једноствуком лига систему (свако са сваким једну утакмицу). Међусобни сусрет тимова који су били у истој прелиминарној рунди се преносио. За победу добијало се 2 поена, а за пораз 1 поен. Збир поена коришћен је за рангирање унутар група. Коначан пласман у групи био је и пласман од 1. до 6. места.
1. коло одиграно је 11. јуна:
|  | Чехословачка | 70 - 86 (42 - 35, 28 - 51) | Бугарска |  |
|  | Југославија  | 98 - 76 (41 - 35, 57 - 41) | Шпанија  |  |

2. коло одиграно је 12. јуна:
|  | Совјетски Савез | 69 - 65 (30 - 33, 39 - 32) | Италија      |  |
|  | Југославија     | 84 - 68 (39 - 30, 45 - 38) | Чехословачка |  |

3. коло одиграно је 13. јуна:
|  | Совјетски Савез | 94 - 79 (47 - 40, 47 - 39) | Бугарска |  |
|  | Италија         | 89 - 69 (43 - 36, 46 - 33) | Шпанија  |  |

4. коло одиграно је 14. јуна:
|  | Италија         | 68 - 72 (32 - 36, 36 - 36)  | Чехословачка |  |
|  | Совјетски Савез | 94 - 80 (59 - 39, 35 - 41)  | Шпанија      |  |
|  | Бугарска        | 76 - 105 (37 - 44, 39 - 61) | Југославија  |  |

5. коло одиграно је 15. јуна:
|  | Шпанија     | 87 - 67 (46 - 34, 41 - 33) | Чехословачка |  |
|  | Бугарска    | 71 - 90 (40 - 48, 31 - 42) | Италија      |  |
|  | Југославија | 90 - 84 (44 - 37, 46 - 47) | СССР         |  |

Табела:
| Тим             | И | П | Г | КД  | КП  | Разлика | Бодови |
| --------------- | - | - | - | --- | --- | ------- | ------ |
| 1. Југославија  | 5 | 5 | 0 | 460 | 373 | +87     | 10     |
| 2. СССР         | 5 | 4 | 1 | 432 | 395 | +37     | 9      |
| 3. Италија      | 5 | 2 | 3 | 381 | 364 | +17     | 7      |
| 4. Шпанија      | 5 | 2 | 3 | 397 | 422 | -25     | 7      |
| 5. Бугарска     | 5 | 1 | 4 | 386 | 444 | -58     | 6      |
| 6. Чехословачка | 5 | 1 | 4 | 358 | 416 | -58     | 6      |

| Првак Европе 1975.       |
| ------------------------ |
| Југославија Друга титула |

## Коначан пласман
| Место | Репрезентација  |
| ----- | --------------- |
| 1     | Југославија     |
| 2     | Совјетски Савез |
| 3     | Италија         |
| 4     | Шпанија         |
| 5     | Бугарска        |
| 6     | Чехословачка    |
| 7     | Израел          |
| 8     | Пољска          |
| 9     | Турска          |
| 10    | Холандија       |
| 11    | Румунија        |
| 12    | Грчка           |